# Tapinoma rasenum
Tapinoma rasenum é uma espécie de formiga do gênero Tapinoma.